# Karl Heinrich Rieger
Karl Heinrich Rieger, auch Carl Heinrich Rieger (* 19. Juni 1726 in Stuttgart; † 15. Januar 1791 ebenda) war ein deutscher lutherischer Theologe.

## Leben
Als Sohn des lutherischen Pfarrers Georg Konrad Rieger durchlief er die übliche Ausbildung württembergischer Geistlicher (Blaubeuren, Bebenhausen, Tübinger Stift). 1750 wurde er Stiftsrepetent, im folgenden Jahr machte er eine Deutschlandreise, bei der er insbesondere die Franckeschen Stiftungen in Halle kennenlernte. Anschließend wurde er 1754 Diaconus in Ludwigsburg.
Ab 1757 wirkte er am Hof des katholischen Herzogs Carl Eugen in Stuttgart, zuerst als Hofkaplan, von 1779 bis zu seinem Tod als Hofprediger. 1783 wurde er zusätzlich zum Konsistorialrat ernannt. Als Pietist stand er in einem ausgedehnten Briefwechsel, unter anderem mit Johann Michael Hahn, den er dazu bewog, die Landeskirche nicht zu verlassen, mit Magnus Friedrich Roos und Johann Caspar Lavater. Er war 1780 an der Gründung der Deutschen Christentumsgesellschaft beteiligt.
Rieger veröffentlichte zu Lebzeiten nur wenige Schriften. Sein Sohn Gottlieb Heinrich Rieger gab nach seinem Tod eine Reihe von Predigten heraus. Seine Auslegungen zu biblischen Büchern wurden größtenteils erst im 19. Jahrhundert veröffentlicht und hatten nach den Werken von Johann Albrecht Bengel im württembergischen Pietismus die größte Verbreitung.

## Familie
Rieger war seit 1754 mit Maria Sophia Beata Bischoff verheiratet. Seine Kinder sind:
- Gottlieb Heinrich Rieger (1755–1814), ebenfalls Hofprediger in Stuttgart[1]
- Christian Friedrich Rieger (1757–1823), Dekan in Ludwigsburg[2]
- Friederike Beata Rieger (1772–1834), verheiratet ab 8. März 1791 mit Gotthilf Köstlin, Pfarrer in Esslingen; ab 22. November 1810 mit Jakob Friedrich von Abel